# Ligny-Thilloy
Ligny-Thilloy è un comune francese di 576 abitanti situato nel dipartimento del Passo di Calais nella regione dell'Alta Francia.

## Società

### Evoluzione demografica
Abitanti censiti